# Buona condotta (programma radiofonico)
Buona condotta, nome completo Buona condotta: quando l'esempio fa scuola, è un programma radiofonico di Radio Rai, in onda sulle frequenze di Radio 1 dal 13 maggio 2011, ogni venerdì, dalle 12.30 alle 13.
È un settimanale di informazione scolastica dedicato al pianeta istruzione e realizzato in collaborazione con il MIUR.
È condotto da Daniel Della Seta. In redazione, i giornalisti Daniele Morgera e Filippo Benedetto.